# تماثل كيميائي
التماثل الكيميائي (أو التماثل الجزيئي) يُشير إلى تماثل العناصر الكيميائية أو الجزيئات أو المركبات الكيميائية فيما يتعلق إما بالبنية أو الخصائص الوظيفية، أي تأثير المركب الكيميائي على عناصر التفاعل في المحيطات غير العضوية أو البيولوجية. وعادة ما تُحَدَّد كمية التأثيرات البيولوجية ومن ثم تماثل التأثيرات باستخدام النشاط الحيوي لمركب. وبشكل عام، يمكننا الربط بين الوظيفة وبين النشاط الكيميائي لمركبات (من بين مركبات أخرى).
وتعد نظرية التماثل الكيميائي (أو التماثل الجزيئي) واحدة من أهم المفاهيم في المعلوماتية الكيميائية. وهي تلعب دورًا مهمًا في المناهج الحديثة للتنبؤ بخصائص المركبات الكيميائية وتصنيف المواد الكيميائية ذات الخصائص المحددة مسبقًا وأيضًا في إجراء الدراسات المعنية بتصنيف دواء معين من خلال فحص قواعد البيانات الضخمة التي تتضمن تركيبات المواد الكيميائية المتاحة (أو التي من المحتمل أن تكون متاحة). وتعتمد هذه الدراسات على مبدأ خاصية التماثل لجونسون (Johnson) وماجيورا (Maggiora) الذي ينص على أن: المركبات المتماثلة تتميز بخصائص متماثلة.

## معايير التماثل
غالبا ما يُعرَّف التماثل الكيميائي بأنه معاكس لمعيار المسافة في مسافة الواصف. ويمكننا تصنيف معايير المسافة إلى معايير مسافات إقليدية ومسافات غير إقليدية وذلك بناءً على إثبات متباينة المثلث.

## بحث التماثل والفحص الفعلي
يفترض الفحص الفعلي القائم على التماثل (نوع من الفحص الفعلي الذي يعتمد على اللجين)  يفترض أن جميع المركبات في قاعدة البيانات المماثلة للمركب المُستعلم عنه لها نشاط بيولوجي مماثل. على الرغم من أن هذه الفرضية غير صحيحة دائمًا،  فإن مجموعة المركبات المستردة عادة ما تُخصب إلى حد كبير بعناصر نشطة. ولتحقيق فاعلية كبيرة من الفحص القائم على التماثل في قواعد البيانات التي تحتوي على ملايين المركبات، فإن المركبات الجزيئية دائمًا ما يُشار إليها عن طريق الفحوصات الجزيئية (المفاتيح التركيبية) أو من خلال بصمات جزيئية ثابتة أو متغيرة الحجم. قد تحتوي الفحوصات والبصمات الجزيئية على معلومات ثنائية أو ثلاثية الأبعاد. ومع ذلك، فالبصمات ثنائية الأبعاد، التي تعتبر نوعًا من أنواع الأوصاف الثنائية المجزأة، تسيطر على هذه المنطقة. وتعتبر المفاتيح التركيبية التي تعتمد على التجزيء، مثل مفاتيح MDL  تعتبر كافية بشكل كبير لمعالجة قواعد البيانات الكيميائية الصغيرة والمتوسطة، بينما تُعَالَجُ قواعد البيانات الكبيرة من خلال البصمات التي تتميز بكثافة معلوماتية كبيرة. تعد بصمات التجزيء الذي يعتمد على ضوء النهار،  وبصمات BCI, وبصمات UNITY ثنائية الأبعاد (Tripos) هي أفضل الأمثلة المعروفة. وأكثر معايير التماثل شيوعًا لمقارنة التراكيب الكيميائية التي تُحدد من خلال البصمات هو معامل تانيموتو (أو جاكارد)  T. وفي الغالب يعتبر المركبان متماثلين إذا كان T > 0.85 (لبصمات ضوء النهار).